# Prvenstvo Jugoslavije 1945
Il Prvenstvo Jugoslavije u nogometu 1945 (campionato di calcio della Jugoslavia 1945) è stata un'edizione non ufficiale del campionato jugoslavo di calcio, la prima del secondo dopoguerra.

## Contesto storico
Nell'autunno del 1945, terminata la Seconda guerra mondiale, le immani distruzioni belliche che avevano colpito la Jugoslavia non permisero un istantaneo ritorno del campionato jugoslavo di calcio. Al suo posto si svolsero soltanto i campionati locali delle varie repubbliche federate, finalizzati anche a selezionare i quadri della stagione 1946-47 che era programmata come completamente rifondata; a livello centrale si svolse invece una piccola coppa fra le selezioni delle nazionalità interne, manifestazione che fu vinta dalla Serbia.
- A partecipare furono le selezioni delle 6 repubbliche popolari che costituivano la Jugoslavia[1] : 
  - Repubblica Popolare di Serbia
  - Repubblica Popolare di Montenegro
  - Repubblica Popolare di Bosnia ed Erzegovina
  - Repubblica Popolare di Croazia
  - Repubblica Popolare di Macedonia
  - Repubblica Popolare di Slovenia
- più altre due selezioni :
  - Provincia Autonoma della Voivodina
  - Jugoslovenska narodna armija (JNA, le forze armate della Jugoslavia)

## Il torneo
| Squadra 1        | Risultato | Squadra 2               |
| ---------------- | --------- | ----------------------- |
| QUARTI DI FINALE |           |                         |
| RP Serbia        | 2 – 1     | RP Montenegro           |
| RP Croazia       | 6 – 1     | RP Bosnia ed Erzegovina |
| PA Voivodina     | 3 – 1     | RP Macedonia            |
| JNA              | 8 – 2     | RP Slovenia             |
| SEMIFINALI       |           |                         |
| JNA              | 4 – 3     | PA Voivodina            |
| RP Serbia        | 3 – 1     | RP Croazia              |
| Finalina         |           |                         |
| RP Croazia       | 3 – 0     | PA Voivodina            |
| FINALE           |           |                         |
| RP Serbia        | 1 – 0     | JNA                     |

### Quarti di finale
| Arbitro: | Lado Macoratti (Lubiana) |

|                  |           |             |
| Perlić Tomašević | Marcatori | Latković II |

| Arbitro: | Moni Kario (Skopje) |

|                                  |           |             |
| Cimermančić Golob Reberski Reiss | Marcatori | Matijašević |

| Arbitro: | Hermenegildo Kranjc (Zagabria) |

|                                    |           |             |
| Šereš 1’, 64’ Petrovski 24’ (aut.) | Marcatori | 7’ Janevski |

| Arbitro: | Jovanović (Sarajevo) |

|                            |           |              |
| Bobek Atanacković Matekalo | Marcatori | Smolej Erber |

### Semifinali
| Belgrado 8 settembre 1945, ore 14:00 Semifinali                                             | JNA       | 4 – 3 referto                 | PA Voivodina | Stadion 20. oktobar (12 000 spett.) |
| \| \| \| \| \| Bobek Mrčić Milovanov aut.’ \| Marcatori \| Mihajlović Šereš Karanfilović \| |           |                               |              |                                     |
|                                                                                             |           |                               |              |                                     |
| Bobek Mrčić Milovanov aut.’                                                                 | Marcatori | Mihajlović Šereš Karanfilović |              |                                     |

| Belgrado 8 settembre 1945, ore 16:00 Semifinali        | RP Serbia | 3 – 1 referto | RP Croazia | Stadion 20. oktobar (12 000 spett.) |
| \| \| \| \| \| Mitić Jezerkić \| Marcatori \| Reiss \| |           |               |            |                                     |
|                                                        |           |               |            |                                     |
| Mitić Jezerkić                                         | Marcatori | Reiss         |            |                                     |

### Finali
| Belgrado 9 settembre 1945, ore 14:00 Finale 3º posto         | RP Croazia | 3 – 0 referto | PA Voivodina | Stadion 20. oktobar (15 000 spett.) |
| \| \| \| \| \| Reiss Kacijan Ž. Čajkovski \| Marcatori \| \| |            |               |              |                                     |
|                                                              |            |               |              |                                     |
| Reiss Kacijan Ž. Čajkovski                                   | Marcatori  |               |              |                                     |

| Belgrado 9 settembre 1945, ore 16:00 Finalissima | RP Serbia | 1 – 0 referto | JNA | Stadion 20. oktobar (15 000 spett.) |
| \| \| \| \| \| Jezerkić 5’ \| Marcatori \| \|    |           |               |     |                                     |
|                                                  |           |               |     |                                     |
| Jezerkić 5’                                      | Marcatori |               |     |                                     |

## Qualificazioni per il 1946-47
La stagione 1945-46 viene utilizzata per comporre i quadri della Prva liga 1946-47, vengono disputati i tornei delle varie repubbliche: le 8 vincitrici più le seconde di Serbia e Croazia accedono alla nuova massima divisione. Vengono invitate altre due squadre dal Territorio Libero di Trieste e dall'esercito. Altri due posti vengono dagli spareggi (Metalac e Lokomotiva).